# Слатина (Лесковац)
Слатина je насељено место града Лесковца у Јабланичком округу у близини Грделице. Према попису из 2022. било је 386 становника. Слатина својим највећим делом лежи по дну долине Копашничке реке, леве притоке Јужне Мораве. Положај је погодан из економских разлога, на долинском дну мештани гаје влажне а на падинама суве културе.

## Положај
Слатина се налази у подножју планине Кукавице, на северу се граничи са селом Велика Копашница, а на југу са селом Падеж. Слатини припада и засеок Бара. Кроз Слатину протиче Слатинска Река, које се од села Велика Копашница до ушћа у Велику Мораву назива Копашничком Реком. Због издуженог географског положаја село је подељено на 3 махале, Доња, Средња и Горња Махала. Слатина слави славу Светог Марка 8. маја, а за верске потребе мештани иду у Манастир Светог Николе у близини села Војиница.

## Тип села
Због положаја на долинском дну Слатина има низни тип. Положај је издужен у правцу север-југ око 1000 метара. Делови насеља зову се: Доња, Средња и Горња Махала, или се зову по родовима, на пример, Бошковци, Јоцини, Павлови итд. Од главног дела села доста је издвојена махала Бара са 17 кућа. Она је у југозападном делу Слатине на планинској падини, удаљена од центра села око два километра. Село је 1961. године имало 103 дома.

## Старине и прошлост села
У Слатини и око ње постоје разне старине и карактеристични топографски називи. Они указују да је овде било становника у раније доба.
Десно од реке, покрај кућа у Средњој Махали налазе се два узвишења, Градац и Кале. Мештани кажу да је на Грацу било „римљанско гробље”. Поједини надгробни каменови и сада се познају. На „ћувику” узвишења Кале постоје зидине у рушевинама. Зидине су од камена лепљене малтером. Место са тим рушевинама пространо је као једно кућно двориште. У народу се верује да је у Калеу постојао подземни канал и да се у њему налази бачва са новцем.
У Слатини постоје остаци цркава. Једна се налази у подножју Калеа. Ту су се до скоро познавале зидине од храма. Овде се познаје и један стари бунар испуњен земљом.
Друга црква у рушевинама је лево од реке, код сеоског гробља. Тамо је Доња Махала. Код те цркве се познаје „олтар на изгрев сунца”. Неки каменови из зидова цркве употребљени су приликом зидања цркве у суседној Ораовици.
Потес Селиште лежи лево од реке на падини. Сада су тамо ливаде, њиве и баште. У народу се сматра да је тамо било неко старије насеље, које је постојало пре данашње Слатине.
Пред крај турске владавине плоднија земља у Слатини била је „господарска”. Њени власници су била три Турчина из Лесковца. Они су имали куле у данашњој Доњој Махали. До 1878. године ту земљу су обрађивали Срби, као кулук. По одласку Турака неки Срби су платили земљу Турцима а неки су је добили бесплатно.
У горњем делу Слатиине крај Копашничке реке је постран део звани Муратовица. Сада је тамо 8 ваљарица и воденица. Раније их је било 18. Број им је опао после Другог светског рата. Ваљарице су ортачке. Њихови власници прерађују сукно прибрано од мештана из околине пијачним данима у Предајена, Грделици, Власотинцу и Лесковцу.

## Постанак села
Данашња Слатина је релативно младо село. Основано је крајем 18. или почетком 19. века. У осниваче села рачунају се данашњи најстарији род Бошковци, досељени из Лесковца. После њих је дошао предак рода Чивутци из околине Владичиног Хана. Углавном, у току XIX века уследило је досељавање и осталих родова.
Најстарији је онај део Слатине, који се развио по дну долине Копашничке реке. Издвојена махала Бара на висини је млађег постанка. У почетку је више слатинских кућа било са леве стране поменуте реке све до велике поплаве 1948. године када су многе куће биле оштећене — од тада Слатина се више шири десно од реке. На тој страни скоро је изграђен добар пут, намењен за извоз дрвета са планине Кукавице.
Сеоска слава је Марковдан. Тада се скупљају многобројни гости из других насеља.

## Демографија
У насељу Слатина живи 518 пунолетних становника, а просечна старост становништва износи 41,3 година (40,3 код мушкараца и 42,4 код жена). У насељу има 202 домаћинства, а просечан број чланова по домаћинству је 3,16.
Ово насеље је великим делом насељено Србима (према попису из 2002. године), а у последња три пописа, примећен је пад у броју становника.
|  |

| Демографија | Демографија | Демографија |
| Година      | Становника  | Становника  |
| ----------- | ----------- | ----------- |
| 1948.       | 588         |             |
| 1953.       | 682         |             |
| 1961.       | 680         |             |
| 1971.       | 674         |             |
| 1981.       | 720         |             |
| 1991.       | 677         | 557         |
| 2002.       | 639         | 794         |
| 2011.       | 479         |             |
| 2022.       | 386         |             |

| Етнички састав према попису из 2002.‍ | Етнички састав према попису из 2002.‍ | Етнички састав према попису из 2002.‍ | Етнички састав према попису из 2002.‍ | Етнички састав према попису из 2002.‍ |
| ------------------------------------ | ------------------------------------ | ------------------------------------ | ------------------------------------ | ------------------------------------ |
|                                      |                                      |                                      |                                      |                                      |
| Срби                                 | Срби                                 |                                      | 591                                  | 92,48%                               |
| Роми                                 | Роми                                 |                                      | 40                                   | 6,25%                                |
| Албанци                              | Албанци                              |                                      | 1                                    | 0,15%                                |
| непознато                            | непознато                            |                                      | 7                                    | 1,09%                                |

| Година пописа     | 1948. | 1953. | 1961. | 1971. | 1981. | 1991. | 2002. |
| ----------------- | ----- | ----- | ----- | ----- | ----- | ----- | ----- |
| Број домаћинстава | 103   | 121   | 124   | 138   | 168   | 157   | 202   |

| Број чланова      | 1  | 2  | 3  | 4  | 5  | 6  | 7 | 8 | 9 | 10 и више | Просек |
| ----------------- | -- | -- | -- | -- | -- | -- | - | - | - | --------- | ------ |
| Број домаћинстава | 56 | 38 | 26 | 32 | 21 | 18 | 6 | 1 | 3 | 1         | 3,16   |

| Пол    | Укупно | Неожењен/Неудата | Ожењен/Удата | Удовац/Удовица | Разведен/Разведена | Непознато |
| ------ | ------ | ---------------- | ------------ | -------------- | ------------------ | --------- |
| Мушки  | 275    | 71               | 177          | 21             | 6                  | 0         |
| Женски | 263    | 30               | 176          | 51             | 5                  | 1         |
| УКУПНО | 538    | 101              | 353          | 72             | 11                 | 1         |

| Пол    | Укупно                    | Пољопривреда, лов и шумарство | Рибарство                            | Вађење руде и камена | Прерађивачка индустрија       |
| ------ | ------------------------- | ----------------------------- | ------------------------------------ | -------------------- | ----------------------------- |
| Мушки  | 61                        | 12                            | 0                                    | 0                    | 5                             |
| Женски | 14                        | 8                             | 0                                    | 0                    | 0                             |
| УКУПНО | 75                        | 20                            | 0                                    | 0                    | 5                             |
| Пол    | Производња и снабдевање   | Грађевинарство                | Трговина                             | Хотели и ресторани   | Саобраћај, складиштење и везе |
| Мушки  | 0                         | 13                            | 7                                    | 2                    | 4                             |
| Женски | 0                         | 0                             | 1                                    | 0                    | 0                             |
| УКУПНО | 0                         | 13                            | 8                                    | 2                    | 4                             |
| Пол    | Финансијско посредовање   | Некретнине                    | Државна управа и одбрана             | Образовање           | Здравствени и социјални рад   |
| Мушки  | 0                         | 0                             | 1                                    | 0                    | 0                             |
| Женски | 0                         | 0                             | 0                                    | 1                    | 1                             |
| УКУПНО | 0                         | 0                             | 1                                    | 1                    | 1                             |
| Пол    | Остале услужне активности | Приватна домаћинства          | Екстериторијалне организације и тела | Непознато            | Непознато                     |
| Мушки  | 0                         | 0                             | 0                                    | 17                   | 17                            |
| Женски | 0                         | 0                             | 0                                    | 3                    | 3                             |
| УКУПНО | 0                         | 0                             | 0                                    | 20                   | 20                            |